# Johan Wilmann
Johan Carl Thorvald Wilmann (7. juni 1866 i Søllerød Sogn – 15. november 1928 i Lyngby) var en dansk socialdemokratisk politiker, far til Preben Wilmann.

## Sognerådsformand
Han var søn af indsidder, arbejdsformand på Ørholm Papirfabrik Emil Thorvald Wilmann (1836-1912) og Johanne Marie Emilie født Dahl (1836-1884). Johan Wilmann voksede op i et arbejdermiljø med lange traditioner og blev uddannet som maskinist 1887. Han organiserede arbejderne på Brede Værk og lagde sine kræfter hos Socialdemokratiet. Med sine gode evner blev han forretningsfører for Social-Demokraten i Lyngby og omegn 1890 og senere redaktør, var medlem af bestyrelsen for De Fattiges Kasse i Søllerød Sogn 1894-1903 (en tid formand)og han blev valgt til Søllerød Sogneråd i 1897, hvilket han var til 1903. Han var også af medlem af Søllerød Sogns Skolekommission.
I 1907 blev Wilmann medlem af sognerådet Lyngby-Taarbæk Kommune og blev i 1913, hvor Socialdemokratiet for første gang fik flertal i kommunen, sognerådsformand, hvilket han var til sin død i 1928. Som sognerådsformand var han ivrig for at modernisere kommunen, og han var medvirkende til, at Ulrikkenborgkvarteret blev udbygget efter åbningen af Buddingevejs viadukt under jernbanen, og at Lyngby Realskole blev suppleret med et gymnasiekursus under navnet Lyngby højere Almenskole, hvilket senere blev til Lyngby Gymnasium. Han oprettede nye skoler i Lyngby, Virum, Raadvad og Taarbæk. I 1914 lod Wilmann alderdomsboligerne i Bondebyen opføre, som blev et forbillede for resten af landet. Han var desuden fattigforstander i Lyngby, medlem af Skolekommissionen og af følgende af sognerådet nedsatte stående udvalg: Vej-Vandværks-Gasværks-Budget- og Skoleudvalg. Han blev 1919 formand for Københavns Amts Sogneraadsforening og 1926 for Nærumbanen. Hans dygtige og visionære administration af sognekommunen gjorde, at også de borgerlige modstandere efterhånden anerkendte hans resultater.

## Landspolitik
Allerede i 1901 var han blevet valgt til Folketinget i Lyngbykredsen, som dengang var en enkeltmandsvalgkreds. Det var i en lang periode skiftevis højremændene Emil Piper/Albert Abrahamsen og Johan Wilmann, der vandt kredsen. Wilmann sad til 1903 og igen 1906-09 og 1910-13. 1915 blev han opstillet og valgt i Hillerødkredsen, men fra 1918 valgtes han i den nu omlagte Lyngby-Amagerkreds og repræsenterede denne til sin død.
Wilmann var aktiv i flere udvalg og ordfører i mange, især kommunale spørgsmål og skattesager (herunder brændevins-, restaurations-, chokoladeskat). Han blev gradvist sit partis grundskyldsekspert, var taler ved behandlingen af automobilloven og jernbanelove, naturfredning, skovvæsen m.m. 1924-26 sad Johan Wilmann i Finansudvalget og var sit partis finanslovsordfører. Han var medlem af Forsvarskommissionen 1906-08 og af Militærkommissionen 1919-22. Fra 1909 var han medlem af Overskyldrådet. Helbredet svigtede ham dog, og han måtte 1927 søge orlov fra sine hverv. Han døde året efter.

## Ægteskab
Wilmann blev gift 21. juni 1891 i København (borgerlig vielse) med Anna Johanne Jørgine Ingeborg Robertson (16. april 1865 i København - 6. august 1932 i Lyngby), datter af formskærer Frederik Mouritz Robertson (1810-1873) og Mathea Marie Eleonora Christensen (1836-1898).
Han er begravet på Sorgenfri Kirkegård.
Johan Wilmanns Vej er opkaldt efter ham.

## Gengivelser
- Portrætmaleri af Preben Wilmann 1921
- Afbildet på Oscar Matthiesens maleri fra 1923 af Rigsdagen 1915 (Folketinget)
- Relief af Johannes Bjerg på mindestøtte 1929 (Lyngby)
- Buste af Anker Hoffmann udstillet 1934
- Fotografier (Det Kongelige Bibliotek og Lyngby-Taarbæk Lokalhistoriske Arkiv)